# 목군왕
목군왕(穆郡王, (본명: 없음(성씨(姓氏): 아이신줴뤄(愛新覺羅))), 1779년 2월 4일 ~ 1780년 4월 10일)은 중국 청나라 제7대 황제 가경제(嘉慶帝)의 첫째아들이자 서자(庶子)이며 청나라 제8대 황제 도광제(道光帝)의 이복 형이다.

## 생애
할아버지인 건륭제(乾隆帝)의 치세 때인 1779년 2월 4일에 황자 신분이었던 아버지 가경제(嘉慶帝)와 그의 측실인 어머니 화유황귀비(和裕皇贵妃) 사이에서 출생하였으나 병약하여 생후 1년 2개월만에 훙서(薨逝)했다.

## 같이 보기
- 고륜단민공주
- 룽친왕
- 수장고륜공주